# نظام بصري
النظام البصري هو مجموعة من العناصر البصرية، مثل المرايا، العدسات، شبكات الانحرافات، الخ. تسمح بتغيير مسارات الإشعاعات الضوئية أو خصائص الضوء. يتعرّض الضوء للانعكاسات، الانكسارات، الانتشار، للتشتت، والفلترة، الخ. حسب مستوى تحليل المسارات.

غرض حقيقي وصورة حقيقية

غرض حقيقي وصورة افتراضية

## الأنظمة الوسطية المحور
إن النظام البصري المتوسط المحور هو مجموعة من المركّبات البصرية التي تمتلك محور إثارة والذي نسميه المحور البصري. الأنظمة البصرية المتوسطة المحور نادرا ما تكون وسمية، إلا إذا ما سمحت تركيبة ديافراغم بمرور فقط للأشعة المجاورة للمحور. هذا معناه بالقرب من المحور البصري، متقيّدة بذلك على نظام نطاق تقريبية غوس.

## تصنيف
هناك ثلاثة أصناف من الأنظمة البصرية

## أنظر أيضًا
جهاز الرؤية